# Felipe Vivancos
Felipe Vivancos (España, 16 de junio de 1980) es un atleta español especializado en la prueba de 60 m vallas, en la que consiguió ser subcampeón europeo en pista cubierta en 2005.

## Carrera deportiva
En el Campeonato Europeo de Atletismo en Pista Cubierta de 2005 ganó la medalla de plata en los 60 m vallas, con un tiempo de 7.61 segundos, tras el francés Ladji Doucouré (oro con 7.50 segundos) y por delante del sueco Robert Kronberg (bronce con 7.65 segundos).